# Zona de Fronteira Corumbá–Puerto Suárez
A Zona de Fronteira Corumbá-Puerto Suárez é uma região urbana fronteiriça do Brasil e da Bolívia. Estatisticamente, funciona como uma região metropolitana internacional. Apresenta área de 90.067 km² e uma população de 144.258 habitantes em 2005 (1,60 hab./km²). Compreende os seguintes municípios:
- Corumbá (Brasil)
- Ladário (Brasil)
- Puerto Aguirre (Bolívia)
- Puerto Quijarro (Bolívia)
- Puerto Suárez (Bolívia)